# Clima de Turquía

Climas de Turquía según la clasificación climática de Köppen-Geiger.

Las zonas litorales de los mares Egeo y Mediterráneo tienen un clima mediterráneo del tipo Csa, con veranos cálidos, secos y suaves e inviernos húmedos y templados o frescos. La costa turca del mar Negro tiene un clima oceánico, templado, con veranos tibios y húmedos e inviernos más fríos. Es también la zona más lluviosa del país, recibiendo precipitaciones todo el año y alcanzando los 2500mm en su sector oriental. 

Las áreas costeras del mar de Mármara (incluyendo la ciudad más poblada, Estambul), que conecta los mares Mediterráneo y Egeo, tienen un clima de transición entre los tipos mediterráneo y oceánico, templado, con veranos moderadamente cálidos y secos e inviernos frescos y húmedos.

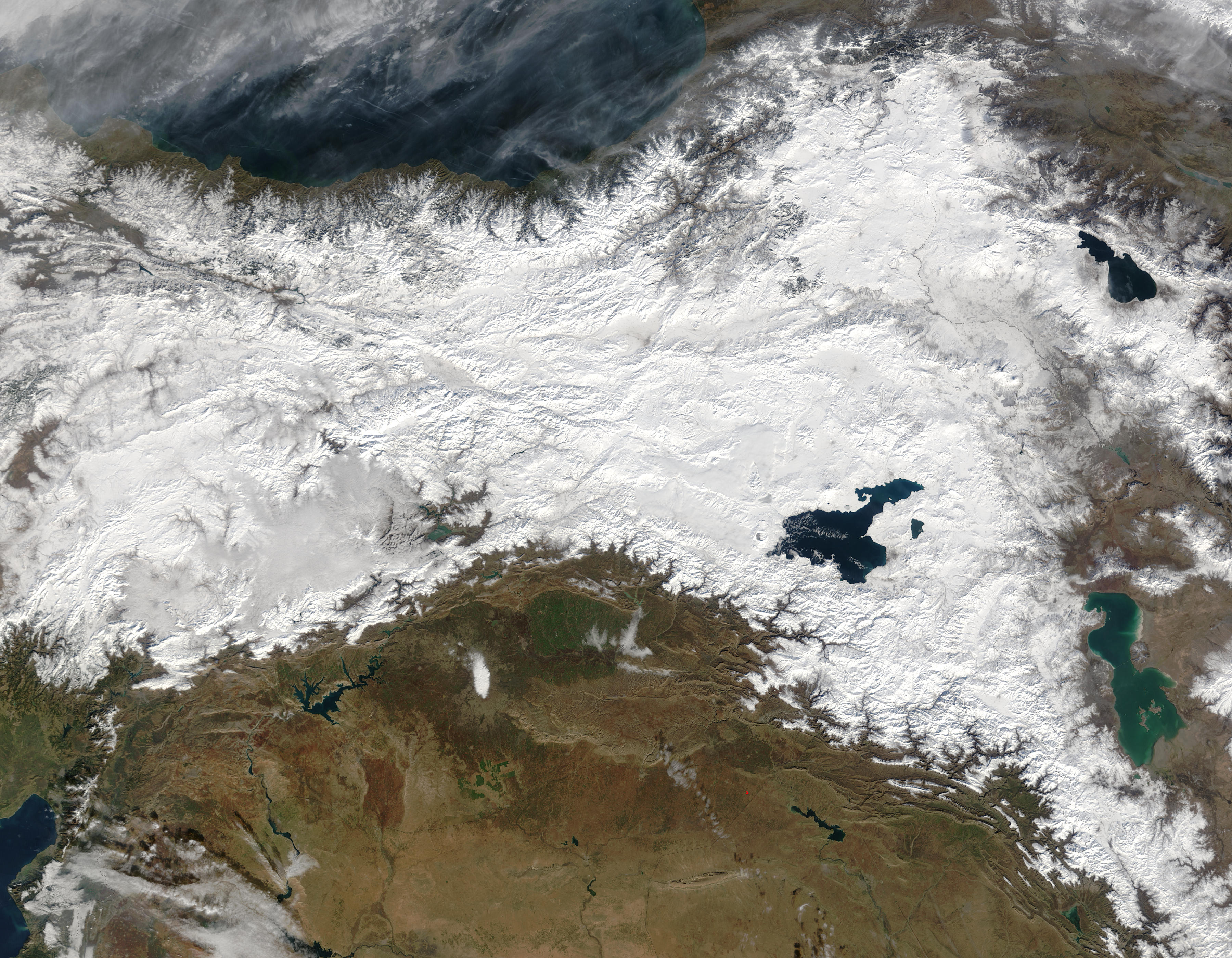
Imagen satelital del este de Anatolia. Nótese el interior de Turquía cubierto de nieve.

Casi todos los inviernos nieva en las costas de los mares Negro y de Mármara, en el norte del país, pero la nieve caída no suele permanecer. Las nevadas son atípicas en las costas egeas y muy raras en las mediterráneas.
El interior, más árido, presenta unas condiciones climáticas más duras. El relieve bloquea la influencia marítima, aislando el macizo del centro de Anatolia, dando a este territorio un clima continental con condiciones estacionales muy dispares.
Los inviernos del interior son particularmente duros. En Anatolia nororiental se llegan a alcanzar -30 °C o -40 °C, y la nieve se puede conservar durante cuatro meses al año, siendo casi perenne en las montañas. En Anatolia central las temperaturas a veces bajan a los -20 °C, -30 °C en las mayores altitudes. Los veranos son cálidos y secos, alcanzando generalmente los 30 °C diurnos. Las noches son más frescas. La precipitación anual ronda los 400mm, con variaciones determinadas por el relieve. Las regiones más secas son las llanuras de Konya y Malatya, con precipitaciones que a menudo bajan de los 300mm. El mes de mayo es comúnmente el más lluvioso, y julio y agosto los más secos.
A continuación se muestran climogramas de ciudades de las siete regiones censales turcas, como ejemplo de la diversidad climática de Turquía:
| Climograma de Estambul (Región del Mármara) | Climograma de Estambul (Región del Mármara) | Climograma de Estambul (Región del Mármara) | Climograma de Estambul (Región del Mármara) | Climograma de Estambul (Región del Mármara) | Climograma de Estambul (Región del Mármara) | Climograma de Estambul (Región del Mármara) | Climograma de Estambul (Región del Mármara) | Climograma de Estambul (Región del Mármara) | Climograma de Estambul (Región del Mármara) | Climograma de Estambul (Región del Mármara) | Climograma de Estambul (Región del Mármara) |
| --- | ------------------------------------------- | ------------------------------------------- | ------------------------------------------- | ------------------------------------------- | ------------------------------------------- | ------------------------------------------- | ------------------------------------------- | ------------------------------------------- | ------------------------------------------- | ------------------------------------------- | ------------------------------------------- |
| E | F                                           | M                                           | A                                           | M                                           | J                                           | J                                           | A                                           | S                                           | O                                           | N                                           | D                                           |
| 98.4 9 3 | 80.2 9 3                                    | 69.9 11 4                                   | 45.8 17 8                                   | 36.1 21 12                                  | 34.0 26 16                                  | 38.8 28 19                                  | 47.8 29 19                                  | 61.4 25 16                                  | 96.9 20 12                                  | 110.7 15 9                                  | 123.9 11 5                                  |
| temperaturas en °C • totales de precipitación en mm fuente: Turkish State Meteorology |                                             |                                             |                                             |                                             |                                             |                                             |                                             |                                             |                                             |                                             |                                             |
| Conversión sistema imperial\| E \| F \| M \| A \| M \| J \| J \| A \| S \| O \| N \| D \| \| 3.9 48 37 \| 3.2 48 37 \| 2.8 52 39 \| 1.8 62 46 \| 1.4 71 54 \| 1.3 79 61 \| 1.5 83 65 \| 1.9 83 66 \| 2.4 77 60 \| 3.8 68 54 \| 4.4 60 47 \| 4.9 52 42 \| \| temperaturas en °F • totales de precipitación en pulgadas \| \| \| \| \| \| \| \| \| \| \| \| |                                             |                                             |                                             |                                             |                                             |                                             |                                             |                                             |                                             |                                             |                                             |
| E | F                                           | M                                           | A                                           | M                                           | J                                           | J                                           | A                                           | S                                           | O                                           | N                                           | D                                           |
| 3.9 48 37 | 3.2 48 37                                   | 2.8 52 39                                   | 1.8 62 46                                   | 1.4 71 54                                   | 1.3 79 61                                   | 1.5 83 65                                   | 1.9 83 66                                   | 2.4 77 60                                   | 3.8 68 54                                   | 4.4 60 47                                   | 4.9 52 42                                   |
| temperaturas en °F • totales de precipitación en pulgadas |                                             |                                             |                                             |                                             |                                             |                                             |                                             |                                             |                                             |                                             |                                             |

| Climograma de Ankara (Región de Anatolia Central) | Climograma de Ankara (Región de Anatolia Central) | Climograma de Ankara (Región de Anatolia Central) | Climograma de Ankara (Región de Anatolia Central) | Climograma de Ankara (Región de Anatolia Central) | Climograma de Ankara (Región de Anatolia Central) | Climograma de Ankara (Región de Anatolia Central) | Climograma de Ankara (Región de Anatolia Central) | Climograma de Ankara (Región de Anatolia Central) | Climograma de Ankara (Región de Anatolia Central) | Climograma de Ankara (Región de Anatolia Central) | Climograma de Ankara (Región de Anatolia Central) |
| --- | ------------------------------------------------- | ------------------------------------------------- | ------------------------------------------------- | ------------------------------------------------- | ------------------------------------------------- | ------------------------------------------------- | ------------------------------------------------- | ------------------------------------------------- | ------------------------------------------------- | ------------------------------------------------- | ------------------------------------------------- |
| E | F                                                 | M                                                 | A                                                 | M                                                 | J                                                 | J                                                 | A                                                 | S                                                 | O                                                 | N                                                 | D                                                 |
| 40 2 -7 | 31 4 -5                                           | 36 10 -2                                          | 51 16 3                                           | 52 20 7                                           | 39 24 9                                           | 17 28 13                                          | 15 28 13                                          | 18 24 8                                           | 32 18 4                                           | 36 11 -1                                          | 48 4 -3                                           |
| temperaturas en °C • totales de precipitación en mm fuente: Turkish State Meteorology |                                                   |                                                   |                                                   |                                                   |                                                   |                                                   |                                                   |                                                   |                                                   |                                                   |                                                   |
| Conversión sistema imperial\| E \| F \| M \| A \| M \| J \| J \| A \| S \| O \| N \| D \| \| 1.6 35 20 \| 1.2 40 23 \| 1.4 50 29 \| 2 60 38 \| 2 68 44 \| 1.5 76 49 \| 0.7 82 55 \| 0.6 83 55 \| 0.7 76 47 \| 1.3 65 39 \| 1.4 51 30 \| 1.9 40 26 \| \| temperaturas en °F • totales de precipitación en pulgadas \| \| \| \| \| \| \| \| \| \| \| \| |                                                   |                                                   |                                                   |                                                   |                                                   |                                                   |                                                   |                                                   |                                                   |                                                   |                                                   |
| E | F                                                 | M                                                 | A                                                 | M                                                 | J                                                 | J                                                 | A                                                 | S                                                 | O                                                 | N                                                 | D                                                 |
| 1.6 35 20 | 1.2 40 23                                         | 1.4 50 29                                         | 2 60 38                                           | 2 68 44                                           | 1.5 76 49                                         | 0.7 82 55                                         | 0.6 83 55                                         | 0.7 76 47                                         | 1.3 65 39                                         | 1.4 51 30                                         | 1.9 40 26                                         |
| temperaturas en °F • totales de precipitación en pulgadas |                                                   |                                                   |                                                   |                                                   |                                                   |                                                   |                                                   |                                                   |                                                   |                                                   |                                                   |

| Climograma de Esmirna (Región del Egeo) | Climograma de Esmirna (Región del Egeo) | Climograma de Esmirna (Región del Egeo) | Climograma de Esmirna (Región del Egeo) | Climograma de Esmirna (Región del Egeo) | Climograma de Esmirna (Región del Egeo) | Climograma de Esmirna (Región del Egeo) | Climograma de Esmirna (Región del Egeo) | Climograma de Esmirna (Región del Egeo) | Climograma de Esmirna (Región del Egeo) | Climograma de Esmirna (Región del Egeo) | Climograma de Esmirna (Región del Egeo) |
| --- | --------------------------------------- | --------------------------------------- | --------------------------------------- | --------------------------------------- | --------------------------------------- | --------------------------------------- | --------------------------------------- | --------------------------------------- | --------------------------------------- | --------------------------------------- | --------------------------------------- |
| E | F                                       | M                                       | A                                       | M                                       | J                                       | J                                       | A                                       | S                                       | O                                       | N                                       | D                                       |
| 125.2 13 6 | 97.6 13 6                               | 79.4 17 8                               | 48.1 21 12                              | 26.4 26 16                              | 11.4 31 20                              | 9.6 33 23                               | 4.6 33 23                               | 34.9 29 19                              | 51.6 24 15                              | 110.5 18 11                             | 135.0 14 8                              |
| temperaturas en °C • totales de precipitación en mm fuente: Turkish State Meteorology |                                         |                                         |                                         |                                         |                                         |                                         |                                         |                                         |                                         |                                         |                                         |
| Conversión sistema imperial\| E \| F \| M \| A \| M \| J \| J \| A \| S \| O \| N \| D \| \| 4.9 55 43 \| 3.8 56 43 \| 3.1 62 46 \| 1.9 70 53 \| 1 79 60 \| 0.4 88 68 \| 0.4 92 73 \| 0.2 91 73 \| 1.4 84 66 \| 2 75 59 \| 4.4 65 51 \| 5.3 57 46 \| \| temperaturas en °F • totales de precipitación en pulgadas \| \| \| \| \| \| \| \| \| \| \| \| |                                         |                                         |                                         |                                         |                                         |                                         |                                         |                                         |                                         |                                         |                                         |
| E | F                                       | M                                       | A                                       | M                                       | J                                       | J                                       | A                                       | S                                       | O                                       | N                                       | D                                       |
| 4.9 55 43 | 3.8 56 43                               | 3.1 62 46                               | 1.9 70 53                               | 1 79 60                                 | 0.4 88 68                               | 0.4 92 73                               | 0.2 91 73                               | 1.4 84 66                               | 2 75 59                                 | 4.4 65 51                               | 5.3 57 46                               |
| temperaturas en °F • totales de precipitación en pulgadas |                                         |                                         |                                         |                                         |                                         |                                         |                                         |                                         |                                         |                                         |                                         |

| Climograma de Antalya (Región del Mediterráneo) | Climograma de Antalya (Región del Mediterráneo) | Climograma de Antalya (Región del Mediterráneo) | Climograma de Antalya (Región del Mediterráneo) | Climograma de Antalya (Región del Mediterráneo) | Climograma de Antalya (Región del Mediterráneo) | Climograma de Antalya (Región del Mediterráneo) | Climograma de Antalya (Región del Mediterráneo) | Climograma de Antalya (Región del Mediterráneo) | Climograma de Antalya (Región del Mediterráneo) | Climograma de Antalya (Región del Mediterráneo) | Climograma de Antalya (Región del Mediterráneo) |
| --- | ----------------------------------------------- | ----------------------------------------------- | ----------------------------------------------- | ----------------------------------------------- | ----------------------------------------------- | ----------------------------------------------- | ----------------------------------------------- | ----------------------------------------------- | ----------------------------------------------- | ----------------------------------------------- | ----------------------------------------------- |
| E | F                                               | M                                               | A                                               | M                                               | J                                               | J                                               | A                                               | S                                               | O                                               | N                                               | D                                               |
| 227 15 6 | 139 15 6                                        | 100 18 8                                        | 61 22 11                                        | 32 26 15                                        | 9 31 19                                         | 6 35 22                                         | 5 34 22                                         | 16 31 19                                        | 86 27 15                                        | 172 21 10                                       | 269 16 7                                        |
| temperaturas en °C • totales de precipitación en mm fuente: Turkish State Meteorology |                                                 |                                                 |                                                 |                                                 |                                                 |                                                 |                                                 |                                                 |                                                 |                                                 |                                                 |
| Conversión sistema imperial\| E \| F \| M \| A \| M \| J \| J \| A \| S \| O \| N \| D \| \| 8.9 59 43 \| 5.5 59 43 \| 3.9 64 46 \| 2.4 72 52 \| 1.3 79 59 \| 0.4 88 66 \| 0.2 95 72 \| 0.2 93 72 \| 0.6 88 66 \| 3.4 81 59 \| 6.8 70 50 \| 11 61 45 \| \| temperaturas en °F • totales de precipitación en pulgadas \| \| \| \| \| \| \| \| \| \| \| \| |                                                 |                                                 |                                                 |                                                 |                                                 |                                                 |                                                 |                                                 |                                                 |                                                 |                                                 |
| E | F                                               | M                                               | A                                               | M                                               | J                                               | J                                               | A                                               | S                                               | O                                               | N                                               | D                                               |
| 8.9 59 43 | 5.5 59 43                                       | 3.9 64 46                                       | 2.4 72 52                                       | 1.3 79 59                                       | 0.4 88 66                                       | 0.2 95 72                                       | 0.2 93 72                                       | 0.6 88 66                                       | 3.4 81 59                                       | 6.8 70 50                                       | 11 61 45                                        |
| temperaturas en °F • totales de precipitación en pulgadas |                                                 |                                                 |                                                 |                                                 |                                                 |                                                 |                                                 |                                                 |                                                 |                                                 |                                                 |

| Climograma de Zonguldak (Región del Mar Negro) | Climograma de Zonguldak (Región del Mar Negro) | Climograma de Zonguldak (Región del Mar Negro) | Climograma de Zonguldak (Región del Mar Negro) | Climograma de Zonguldak (Región del Mar Negro) | Climograma de Zonguldak (Región del Mar Negro) | Climograma de Zonguldak (Región del Mar Negro) | Climograma de Zonguldak (Región del Mar Negro) | Climograma de Zonguldak (Región del Mar Negro) | Climograma de Zonguldak (Región del Mar Negro) | Climograma de Zonguldak (Región del Mar Negro) | Climograma de Zonguldak (Región del Mar Negro) |
| --- | ---------------------------------------------- | ---------------------------------------------- | ---------------------------------------------- | ---------------------------------------------- | ---------------------------------------------- | ---------------------------------------------- | ---------------------------------------------- | ---------------------------------------------- | ---------------------------------------------- | ---------------------------------------------- | ---------------------------------------------- |
| E | F                                              | M                                              | A                                              | M                                              | J                                              | J                                              | A                                              | S                                              | O                                              | N                                              | D                                              |
| 133.1 9 4 | 85.8 9 3                                       | 87.8 11 5                                      | 57.5 15 8                                      | 51.3 19 12                                     | 71.2 23 16                                     | 81.3 25 18                                     | 88.4 25 18                                     | 122.5 22 15                                    | 153.3 18 12                                    | 147.3 15 8                                     | 153.8 11 5                                     |
| temperaturas en °C • totales de precipitación en mm fuente: Turkish State Meteorology |                                                |                                                |                                                |                                                |                                                |                                                |                                                |                                                |                                                |                                                |                                                |
| Conversión sistema imperial\| E \| F \| M \| A \| M \| J \| J \| A \| S \| O \| N \| D \| \| 5.2 49 38 \| 3.4 48 37 \| 3.5 51 40 \| 2.3 59 47 \| 2 65 53 \| 2.8 73 60 \| 3.2 77 65 \| 3.5 77 65 \| 4.8 72 60 \| 6 65 54 \| 5.8 58 47 \| 6.1 52 42 \| \| temperaturas en °F • totales de precipitación en pulgadas \| \| \| \| \| \| \| \| \| \| \| \| |                                                |                                                |                                                |                                                |                                                |                                                |                                                |                                                |                                                |                                                |                                                |
| E | F                                              | M                                              | A                                              | M                                              | J                                              | J                                              | A                                              | S                                              | O                                              | N                                              | D                                              |
| 5.2 49 38 | 3.4 48 37                                      | 3.5 51 40                                      | 2.3 59 47                                      | 2 65 53                                        | 2.8 73 60                                      | 3.2 77 65                                      | 3.5 77 65                                      | 4.8 72 60                                      | 6 65 54                                        | 5.8 58 47                                      | 6.1 52 42                                      |
| temperaturas en °F • totales de precipitación en pulgadas |                                                |                                                |                                                |                                                |                                                |                                                |                                                |                                                |                                                |                                                |                                                |

| Climograma de Şanlıurfa (Región de Anatolia Suroriental) | Climograma de Şanlıurfa (Región de Anatolia Suroriental) | Climograma de Şanlıurfa (Región de Anatolia Suroriental) | Climograma de Şanlıurfa (Región de Anatolia Suroriental) | Climograma de Şanlıurfa (Región de Anatolia Suroriental) | Climograma de Şanlıurfa (Región de Anatolia Suroriental) | Climograma de Şanlıurfa (Región de Anatolia Suroriental) | Climograma de Şanlıurfa (Región de Anatolia Suroriental) | Climograma de Şanlıurfa (Región de Anatolia Suroriental) | Climograma de Şanlıurfa (Región de Anatolia Suroriental) | Climograma de Şanlıurfa (Región de Anatolia Suroriental) | Climograma de Şanlıurfa (Región de Anatolia Suroriental) |
| --- | -------------------------------------------------------- | -------------------------------------------------------- | -------------------------------------------------------- | -------------------------------------------------------- | -------------------------------------------------------- | -------------------------------------------------------- | -------------------------------------------------------- | -------------------------------------------------------- | -------------------------------------------------------- | -------------------------------------------------------- | -------------------------------------------------------- |
| E | F                                                        | M                                                        | A                                                        | M                                                        | J                                                        | J                                                        | A                                                        | S                                                        | O                                                        | N                                                        | D                                                        |
| 74 10 2 | 74 12 3                                                  | 63 17 6                                                  | 43 22 11                                                 | 27 29 16                                                 | 5 35 21                                                  | 3 39 25                                                  | 5 38 24                                                  | 7 34 20                                                  | 28 27 15                                                 | 49 18 8                                                  | 76 12 4                                                  |
| temperaturas en °C • totales de precipitación en mm fuente: Turkish State Meteorology |                                                          |                                                          |                                                          |                                                          |                                                          |                                                          |                                                          |                                                          |                                                          |                                                          |                                                          |
| Conversión sistema imperial\| E \| F \| M \| A \| M \| J \| J \| A \| S \| O \| N \| D \| \| 2.9 50 36 \| 2.9 54 37 \| 2.5 63 43 \| 1.7 72 52 \| 1.1 84 61 \| 0.2 95 70 \| 0.1 102 77 \| 0.2 100 75 \| 0.3 93 68 \| 1.1 81 59 \| 1.9 64 46 \| 3 54 39 \| \| temperaturas en °F • totales de precipitación en pulgadas \| \| \| \| \| \| \| \| \| \| \| \| |                                                          |                                                          |                                                          |                                                          |                                                          |                                                          |                                                          |                                                          |                                                          |                                                          |                                                          |
| E | F                                                        | M                                                        | A                                                        | M                                                        | J                                                        | J                                                        | A                                                        | S                                                        | O                                                        | N                                                        | D                                                        |
| 2.9 50 36 | 2.9 54 37                                                | 2.5 63 43                                                | 1.7 72 52                                                | 1.1 84 61                                                | 0.2 95 70                                                | 0.1 102 77                                               | 0.2 100 75                                               | 0.3 93 68                                                | 1.1 81 59                                                | 1.9 64 46                                                | 3 54 39                                                  |
| temperaturas en °F • totales de precipitación en pulgadas |                                                          |                                                          |                                                          |                                                          |                                                          |                                                          |                                                          |                                                          |                                                          |                                                          |                                                          |

| Climograma de Erzurum (Región de Anatolia Oriental) | Climograma de Erzurum (Región de Anatolia Oriental) | Climograma de Erzurum (Región de Anatolia Oriental) | Climograma de Erzurum (Región de Anatolia Oriental) | Climograma de Erzurum (Región de Anatolia Oriental) | Climograma de Erzurum (Región de Anatolia Oriental) | Climograma de Erzurum (Región de Anatolia Oriental) | Climograma de Erzurum (Región de Anatolia Oriental) | Climograma de Erzurum (Región de Anatolia Oriental) | Climograma de Erzurum (Región de Anatolia Oriental) | Climograma de Erzurum (Región de Anatolia Oriental) | Climograma de Erzurum (Región de Anatolia Oriental) |
| --- | --------------------------------------------------- | --------------------------------------------------- | --------------------------------------------------- | --------------------------------------------------- | --------------------------------------------------- | --------------------------------------------------- | --------------------------------------------------- | --------------------------------------------------- | --------------------------------------------------- | --------------------------------------------------- | --------------------------------------------------- |
| E | F                                                   | M                                                   | A                                                   | M                                                   | J                                                   | J                                                   | A                                                   | S                                                   | O                                                   | N                                                   | D                                                   |
| 20 -4 -15 | 24 -3 -14                                           | 33 3 -7                                             | 58 12 0                                             | 70 17 4                                             | 43 22 7                                             | 27 27 10                                            | 16 28 10                                            | 21 23 5                                             | 49 15 1                                             | 33 7 -5                                             | 22 -1 -11                                           |
| temperaturas en °C • totales de precipitación en mm fuente: Turkish State Meteorology |                                                     |                                                     |                                                     |                                                     |                                                     |                                                     |                                                     |                                                     |                                                     |                                                     |                                                     |
| Conversión sistema imperial\| E \| F \| M \| A \| M \| J \| J \| A \| S \| O \| N \| D \| \| 0.8 25 5 \| 0.9 27 7 \| 1.3 37 19 \| 2.3 54 32 \| 2.8 63 39 \| 1.7 72 45 \| 1.1 81 50 \| 0.6 82 50 \| 0.8 73 41 \| 1.9 59 34 \| 1.3 45 23 \| 0.9 30 12 \| \| temperaturas en °F • totales de precipitación en pulgadas \| \| \| \| \| \| \| \| \| \| \| \| |                                                     |                                                     |                                                     |                                                     |                                                     |                                                     |                                                     |                                                     |                                                     |                                                     |                                                     |
| E | F                                                   | M                                                   | A                                                   | M                                                   | J                                                   | J                                                   | A                                                   | S                                                   | O                                                   | N                                                   | D                                                   |
| 0.8 25 5 | 0.9 27 7                                            | 1.3 37 19                                           | 2.3 54 32                                           | 2.8 63 39                                           | 1.7 72 45                                           | 1.1 81 50                                           | 0.6 82 50                                           | 0.8 73 41                                           | 1.9 59 34                                           | 1.3 45 23                                           | 0.9 30 12                                           |
| temperaturas en °F • totales de precipitación en pulgadas |                                                     |                                                     |                                                     |                                                     |                                                     |                                                     |                                                     |                                                     |                                                     |                                                     |                                                     |